# Agostino Galamini
Agostino Galamini (Brisighella, 1553 – Osimo, 6 settembre 1639) è stato un cardinale e vescovo cattolico italiano.

## Biografia
Era di famiglia non nobile, ma la madre era parente di Agostino Recuperati, maestro generale dell'Ordine dei frati predicatori. Entrò quindi in quest'ordine, cambiando il suo nome di battesimo, che era Simone, in Agostino. Frequentò il noviziato a Faenza e divenne professo nel convento di Meldola.
Dopo l'ordinazione presbiterale, ebbe incarichi di docenza a Bologna, poi a Napoli. Nel 1592 fu nominato inquisitore a Brescia, esercitò poi lo stesso incarico a Piacenza e a Genova, quindi a Milano.
Verso il 1604 Si trasferì a Roma, dove fu commissario del Sant'Uffizio, poi Maestro del Sacro Palazzo sotto papa Clemente VIII.
Nel 1608 divenne maestro generale del suo ordine.
Il 17 agosto 1611 papa Paolo V lo creò cardinale. Il 14 novembre dell'anno successivo ricevette il titolo di Santa Maria in Ara Coeli.
L'11 febbraio 1613 fu eletto vescovo di Recanati e Loreto e consacrato il 12 marzo dello stesso anno dallo stesso papa Paolo V, coconsacranti i cardinali Giovanni Garzia Millini e Fabrizio Verallo.
Il 29 aprile 1620 fu trasferito alla sede di Osimo.
Partecipò ai conclavi del 1621 e 1623, che elessero rispettivamente Gregorio XV e Urbano VIII.

## Genealogia episcopale e successione apostolica
La genealogia episcopale è:
- Cardinale Guillaume d'Estouteville, O.S.B.Clun.
- Papa Sisto IV
- Papa Giulio II
- Cardinale Raffaele Sansone Riario
- Papa Leone X
- Papa Paolo III
- Cardinale Francesco Pisani
- Cardinale Alfonso Gesualdo di Conza
- Papa Clemente VIII
- Papa Paolo V
- Cardinale Agostino Galamini, O.P.

La successione apostolica è:
- Vescovo Tommaso Sanfelice, C.R. (1615)
- Vescovo Giovanni Sanctatus, O.P. (1616)